# 布瓦塞莱普雷旺什
布瓦塞莱普雷旺什（法語：Boisset-les-Prévanches，法語發音：[bwasɛ le pʁevɑ̃ʃ]）是法国厄尔省的一个市镇，位于该省东部，属于埃夫勒区。

## 地理
布瓦塞莱普雷旺什（48°58'5"N, 1°19'44"E）面积7.46 平方千米，位于法国诺曼底大区厄尔省，该省份为法国北部内陆省份，北起滨海塞纳省，西接奧恩省和卡爾瓦多斯省，南至厄尔-卢瓦省，东临瓦兹省、瓦兹河谷省和伊夫林省。
与布瓦塞莱普雷旺什接壤的市镇（或旧市镇、城区）包括：拉布瓦西耶尔、布勒塔尼奥勒、卡尤埃-奥热维尔、勒科尔米耶、弗雷内、勒普莱西埃贝尔。

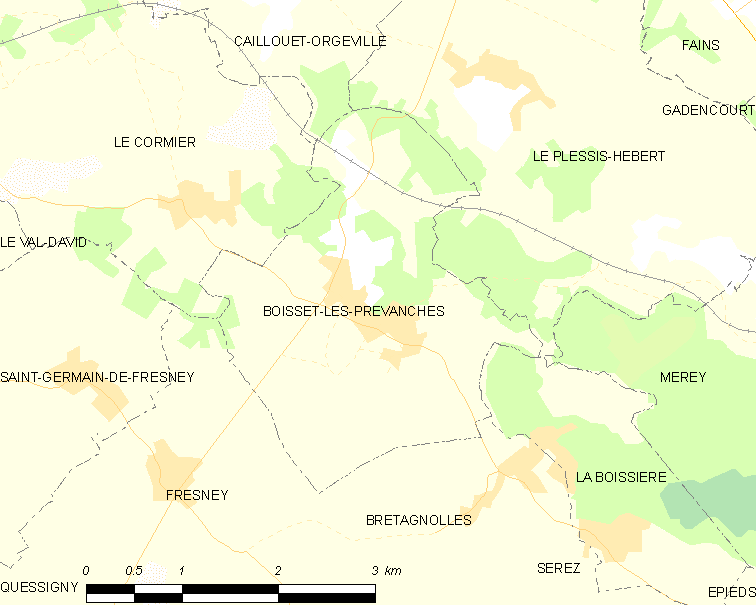
布瓦塞莱普雷旺什的OSM定位图

布瓦塞莱普雷旺什的时区为UTC+01:00、UTC+02:00（夏令时）。

## 行政
布瓦塞莱普雷旺什的邮政编码为27120，INSEE市镇编码为27076。

## 政治
布瓦塞莱普雷旺什所属的省级选区为厄尔河畔帕西县。

## 人口

1962-2008年间布瓦塞莱普雷旺什人口变化图示

布瓦塞莱普雷旺什于2022年1月1日时的人口数量为489人。